# Попытки урегулирования сирийского конфликта
С первых недель гражданской войны в Сирии международное сообщество, опасаясь эскалации конфликта, предпринимало усилия для разрешения вооруженного сирийского конфликта мирным путем.

## Требования международного сообщества (2011-2012)
ЛАГ потребовала от Сирии пустить в страну 500 наблюдателей. Согласно заявлению руководства ЛАГ, если Дамаск не разрешит приезд наблюдателей, которые должны убедиться, что режим Асада прекратил уничтожение его противников, то уже 26 ноября, в ЛАГ, обсудят введение санкций против Сирии — вплоть до торгового эмбарго. В числе прочего, Сирии грозит запрет на авиасообщение с арабскими странами, а также замораживание всех активов Центрального банка этой страны в странах-участницах ЛАГ.

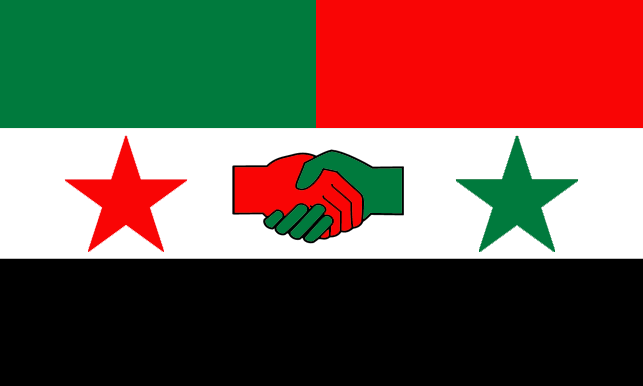

Первая группа наблюдателей ЛАГ прибыла в Сирию 26 декабря 2011 года, позднее они вернулись обратно, но результаты наблюдения не были оглашены, возможно по причине их неугодности ЛАГ.
Позиция Ирана и России в защиту режима Асада привела к тому, что сирийские оппозиционеры во время демонстрации 20 мая в Хаме сожгли флаги этих государств
 4 октября проект резолюции Совета Безопасности ООН по Сирии, которую подготовили европейские государства, был заблокирован Россией и Китаем, которые воспользовались правом вето как постоянные члены СБ ООН. Проект предусматривал санкции в случае продолжения властями Сирии подавления оппозиции в этой стране. За резолюцию проголосовали девять государств, четыре страны (Бразилия, Индия, Ливан и ЮАР) воздержались при голосовании. Проект резолюции, подготовленный Францией, Германией, Великобританией и Португалией был несколько изменён (из текста были удалены требования о незамедлительном введении санкций), но даже после смягчения его текста, Россия и Китай проголосовали против. По этому поводу государственный секретарь США Хиллари Клинтон заявила: «Страны, продолжающие поставлять режиму Башара Асада оружие, из которого стреляют по невинным мужчинам, женщинам и даже детям, должны крепко задуматься о том, что они делают. Эти страны заняли неверную сторону с точки зрения истории. В этом споре они защищают совсем не тех, кого следовало бы.» Представитель же России в ООН Виталий Чуркин заявил, что в проекте «не были учтены формулировки о недопустимости внешнего вооружённого вмешательства» и призвал: «Предлагаем продолжить работу над подготовленным Россией и Китаем проектом сбалансированной резолюции, содержащей жизнеспособную концепцию урегулирования. Наш проект остаётся на столе. На его основе мы готовы вырабатывать подлинно коллективную конструктивную позицию международного сообщества, а не заниматься легитимизацией уже принятых односторонних санкций и попыток силовой смены режимов»
 4 февраля 2012 года Россия и Китай вновь заблокировали принятие в Совете Безопасности ООН резолюции по Сирии, воспользовавшись правом вето. В проекте резолюции осуждалось любое насилие, независимо от того, откуда оно исходит. От всех сторон в Сирии, включая вооружённые группы, требовалось немедленно остановить насилие и месть всех видов, включая нападения на государственные учреждения. Проект поддерживал план перехода к демократической политической системе в Сирии, предложенной ЛАГ и требовал от сирийских властей помочь наблюдателям лиги, а также прекратить преследования инакомыслия. В случае невыполнения предлагаемых предписаний в течение 21 дня СБ ООН оставлял бы за собой право рассмотреть дальнейшие меры в отношении Сирии. Представитель России в ООН Виталий Чуркин, однако, заявил, что «вынесенный на голосование проект резолюции неадекватно отражал сложившиеся в Сирии реалии и посылал несбалансированные сигналы сирийским сторонам».
 26 февраля 2012 Посол США в России Майкл Макфолл призвал Россию незамедлительно связаться с президентом Сирии Башаром Асадом и призвать его к немедленному прекращению огня.
  США 11 декабря предложили России сценарий, в рамках которого можно было бы добиться добровольного ухода Башара Асада и разрешения сирийского кризиса с целью недопущения межконфессиональной резни в стране и минимизации риска применения в ходе конфликта химического оружия. Позиция Москвы осталась прежней.
.
 15 декабря 2012 ООН рассматривает возможность направления в Сирию от 4 до 10 тысяч миротворцев, сообщил дипломатический источник в штаб-квартире всемирной организации.

## Дальнейшая хронология

### План ЛАГ
В январе 2012 года ЛАГ разработала новый план по урегулированию в Сирии. Он предусматривал передачу власти сирийским президентом Башаром Асадом вице-президенту Фаруку аш-Шараа. В течение двух месяцев предлагалось сформировать правительство национального единства под руководством приемлемой для всех сторон фигуры. В течение шести месяцев в Сирии должны были пройти выборы, на которые должны быть допущены арабские и иностранные наблюдатели. Должны быть реформированы силы безопасности, избран учредительный совет для написания новой конституции, которая должна быть утверждена на всенародном референдуме. План также предполагает создание независимой комиссии по расследованию преступлений против гражданского населения. Однако ЛАГ приостановила свою деятельность в Сирии после вооруженного нападения на представителей лиги.
- 27 марта 2013 года. В столице Катара Дохе завершился 24-й саммит ЛАГ. По результатам саммита было решено дать официальное разрешение странам-членам этой организации оказывать военную помощь сирийской оппозиции, добивающейся свержения президента Сирии Башара Асада. Генсек ЛАГ Набиль аль-Араби считает, что вооружение оппозиции сбалансирует силы противников в Сирии и ускорит достижение политического решения[14].

### План Кофи Аннана

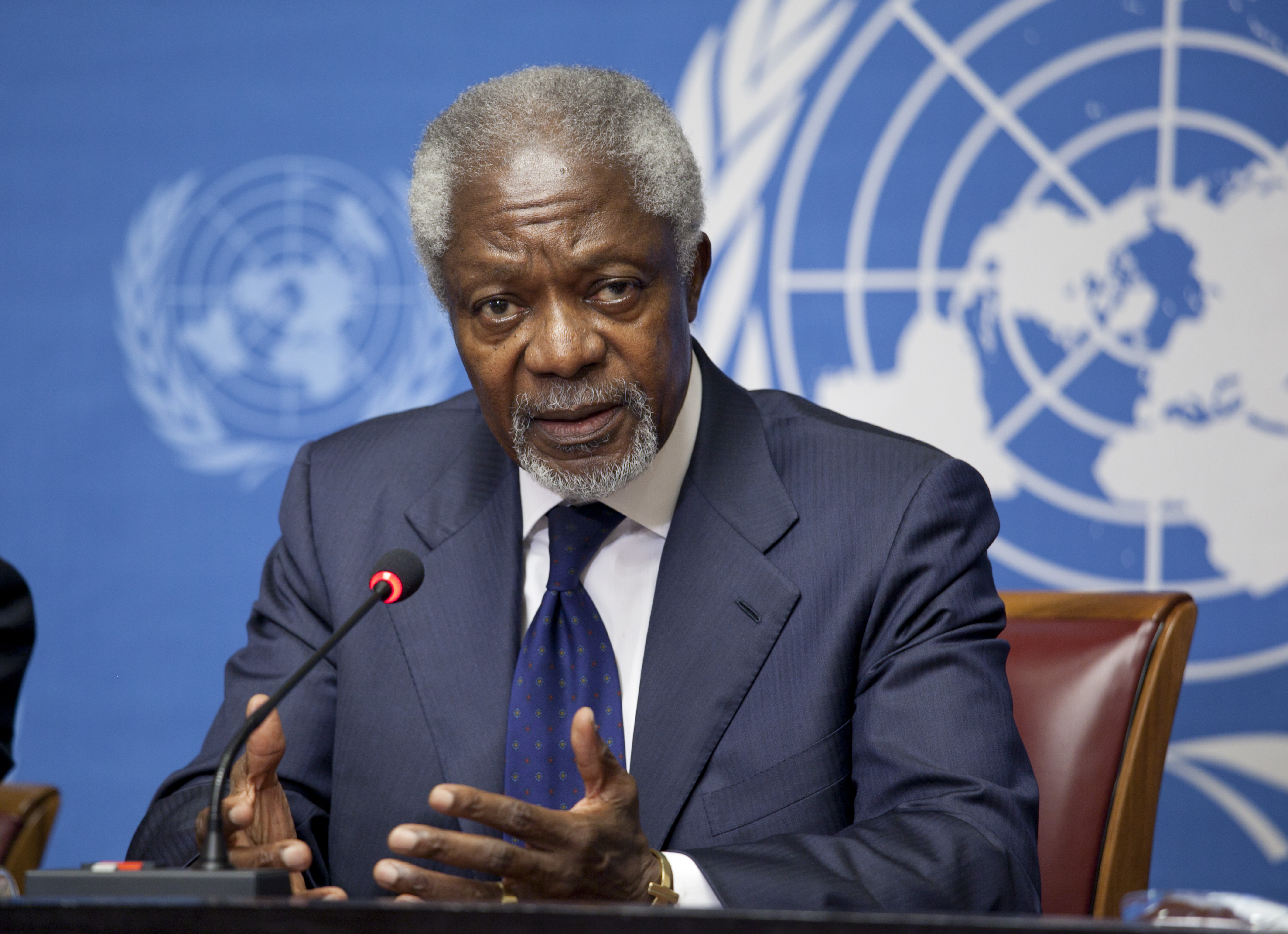
Кофи Аннан на пресс-конференции в Женеве 30 июня 2012 года

В марте 2012 Кофи Аннан предложил правительству Сирии «план из шести пунктов» по мирному урегулированию конфликта: Властям Сирии предложено сотрудничать со специальным посланником ООН. Во-вторых, план содержит призыв остановить боевые действия и добиваться прекращения насилия во всех его формах и всеми сторонами, прекратить переброску войск к населённым пунктам и применение тяжёлых вооружений. Третий пункт касается обеспечения гуманитарного доступа во все затронутые боями районы. Четвёртый пункт призывает активизировать темпы и масштабы освобождения произвольно задержанных лиц. Пятый пункт содержит призыв обеспечить свободу передвижения по всей стране для журналистов, и шестой — предложение взять обязательство уважать свободу объединений и право на мирные демонстрации.
- 5 апреля 2013 года. На пресс-конференции в Каире Генеральный секретарь Лиги арабских государств Набиль Аль-Араби резко критиковал и режим Башара Асада, и сирийских мятежников. По его словам, в том, что положение в Сирии становится все хуже, виноваты обе стороны. И режим Асада, и суннитские боевики совершают военные преступления, и ни одна из сторон не заинтересована в каком-либо компромиссе[16].

### 2017 год
7 сентября 2017 года спецпосланник генерального секретаря ООН по Сирии Стаффан де Мистур призвал оппозицию "осознать свой проигрыш в войне против правительства Башара Асада" и необходимость "реалистично вести переговоры". Он призвал в среду сирийские стороны к вступлению в серьезные политические переговоры для окончания войны, которая длится более шести лет. Верховный координатор сирийского оппозиционного Высшего комитета по переговорам (ВКП, "эр-риядская группа") Рияд Хиджаб отверг этот призыв, отметив, что де Мистура перестал быть нейтральным посредником, его миссия по претворению в жизнь резолюции 2254 Совбеза ООН, которая предусматривает установление в Сирии переходного периода, провалилась.
Де Мистура подчеркнул приоритетность на данный момент деэскалации и достижения "общенационального прекращения огня". Он подтвердил высказанные ранее им планы созыва восьмого раунда межсирийских переговоров в Женеве в октябре 2016 года. Дискуссии будут вестись на основе резолюции 2254 СБ ООН. Речь пойдет о конституционной реформе и политическом разделении власти.

### 2024—2025 годы
В конце ноября 2024 года сирийские оппозиционные группировки начали наступление против правительственных войск Асада на северо-западе Сирии. Это привело к падению режима Асада в начале декабря, когда Асад бежал в Россию и получил политическое убежище.
24 декабря 2024 года Первое переходное правительство Сирии объявило, что новый глава государства Ахмед аш-Шараа провёл встречу с представителями повстанческих группировок, в ходе которой было достигнуто соглашение об их роспуске и интеграции в состав Вооружённых сил Сирии. Представители курдских Сирийских демократических сил (СДС) на переговорах не присутствовали. Однако 31 декабря аш-Шараа провёл отдельную встречу с делегацией СДС с целью «заложить основы будущего диалога».
10 марта 2025 года временное правительство Сирии и Сирийские демократические силы (СДС) подписали соглашение о включении СДС в состав государственных институтов и передаче Автономной администрации северо-восточной Сирии под контроль центральных властей. Документ предусматривает прекращение огня, объединение вооружённых формирований, а также возвращение пограничных переходов, аэропортов и нефтяных месторождений под юрисдикцию сирийского государства. Впервые в истории страны соглашением официально признаются права курдского языка.

## Участие России (до 2024)
Россия неоднократно высказывала поддержку правительству Асада и самому президенту. В январе 2017 года по инициативе России, Турции и Ирана состоялись переговоры в Астане по урегулированию конфликта в Сирии. Также там же Россия вместе с Турцией и Ираном объединились в Астанинскую тройку для урегулирования ситуации в Сирии.
В декабре 2024 года после установления власти сирийской оппозиции Россия перестала принимать прямое участие в гражданской войне, но оставила военные базы .